# Chlenias mesosticha
Chlenias mesosticha är en fjärilsart som beskrevs av Turner 1919. Chlenias mesosticha ingår i släktet Chlenias och familjen mätare. Inga underarter finns listade i Catalogue of Life.